# Талецкое сельское поселение
Се́льское поселе́ние «Талецкое» (бур. Yшөөhэнэй hомон) — муниципальное образование в Заиграевском районе Бурятии Российской Федерации.
Административный центр — посёлок Нижние Тальцы.

## История
Статус и границы сельского поселения установлены Законом Республики Бурятия от 31 декабря 2004 года № 985-III «Об установлении границ, образовании и наделении статусом муниципальных образований в Республике Бурятия»

## Население
| 2011  | 2012  | 2013  | 2014  | 2015  | 2016  | 2017  |
| ----- | ----- | ----- | ----- | ----- | ----- | ----- |
| 1497  | ↗1574 | ↗1739 | ↗1975 | ↗2338 | ↗2683 | ↗3031 |
| 2018  | 2019  | 2020  | 2021  | 2023  | 2024  |       |
| ↗3135 | ↗3376 | ↗3622 | ↗5092 | ↗5402 | ↗5549 |       |

## Состав сельского поселения
| № | Населённый пункт | Тип населённого пункта          | Население |
| - | ---------------- | ------------------------------- | --------- |
| 1 | Нижние Тальцы    | посёлок, административный центр | ↗5549     |